# Утопия (парк в Израиле)
Парк «Утопия» находится в Израиле.

Панорамное фото парка Утопия

Парк существует с 2006 г. в киббуце Бахан неподалёку от города Хедера.

Орхидеи в парке «Утопия»

Парк «Утопия» представляет на площади около 40000 м² собрание орхидей, других тропических растений, экзотических птиц и рыб, водные растения и растения-хищники. В парке имеются:
- Крытый парк тропических растений
- Пещера
- Мини-зоопарк для детей с козами, овцами, оленями, птицами.
- Торговый центр по продаже орхидей и других растений, а также садовых скульптур, цветочных горшков и т.п.

## Ландшафт

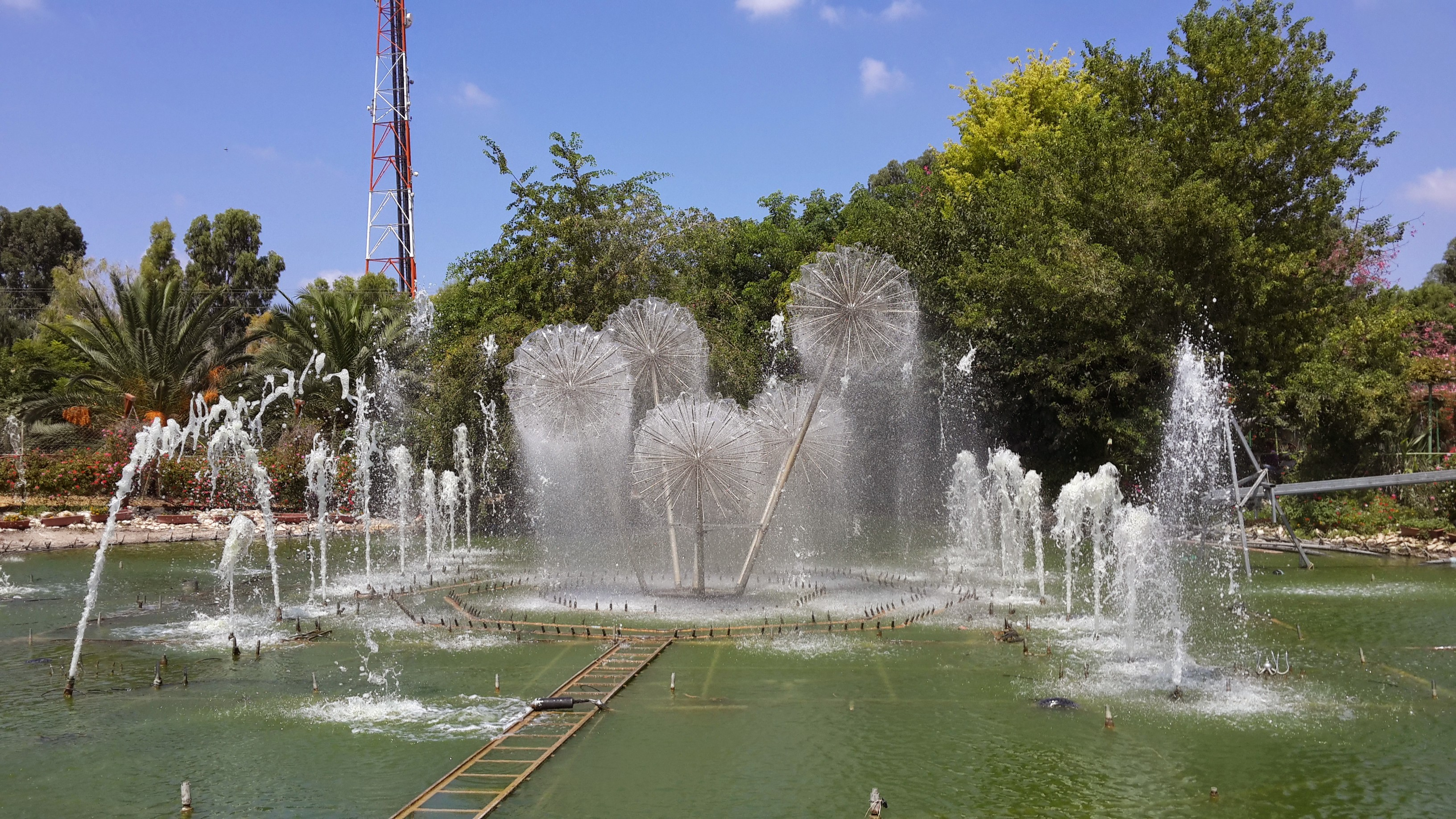
Музыкальный фонтан в парке Утопия

Помимо крытого парка орхидей с кондиционированием воздуха на открытом пространстве имеется водоём с музыкальным фонтаном. Водоём окружён живописными холмами с разнообразной растительностью. Парк настолько красив, что в нём проводятся свадьбы и другие торжества. Растения меняются по сезону — высаживается то, что цветет в это время года. Есть сад с пряными травами.

## Флора и фауна
- Орхидеи. Представлена коллекция разнообразных цветущих орхидей. Интерес представляют орхидеи, получающие питание через корни из воздуха путём фотосинтеза.
- Хищные растения. Растения-хищники, питающиеся насекомыми.
- Мини-зоопарк. Можно увидеть таких экзотических животных, как марокканские и камерунские овцы. Широко представлены пернатые — павлины, фазаны, попугаи, шёлковые куры.

## Местонахождение

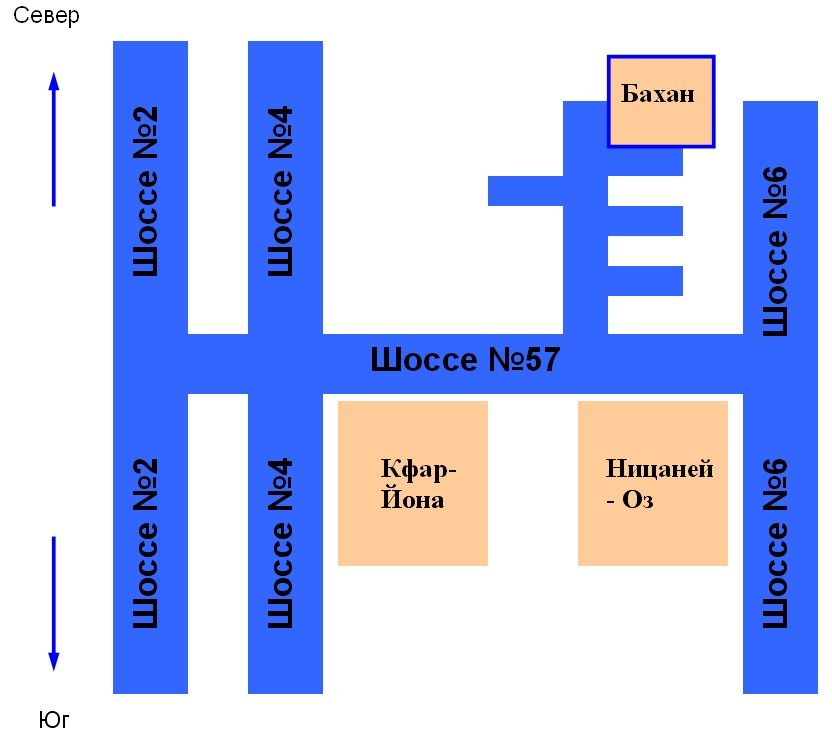
Местонахождение парка

Добраться до парка можно на автомобиле.
- По платному шоссе № 6 доехать до съезда Ницаней-Оз. Свернуть по направлению к Нетании и затем повернуть направо в сторону Бат-Хафар. Третий поворот справа приведёт к парку
- По шоссе № 4 с севера доехать до перекрёстка Бейт-Лид, повернуть налево на шоссе № 57. На перекрёстке Ницаней-Оз повернуть налево в сторону Бат-Хафар. Третий поворот справа приведёт к парку
- По приморскому шоссе № 2 доехать до съезда в город Нетания. Повернуть на шоссе № 57 в сторону Кфар-Йона. На перекрёстке Ницаней-Оз повернуть налево в сторону Бат-Хафар. Третий поворот справа приведёт к парку

В магазине парка можно приобрести растения (орхидеи, кактусы, хищные растения).

## Галерея

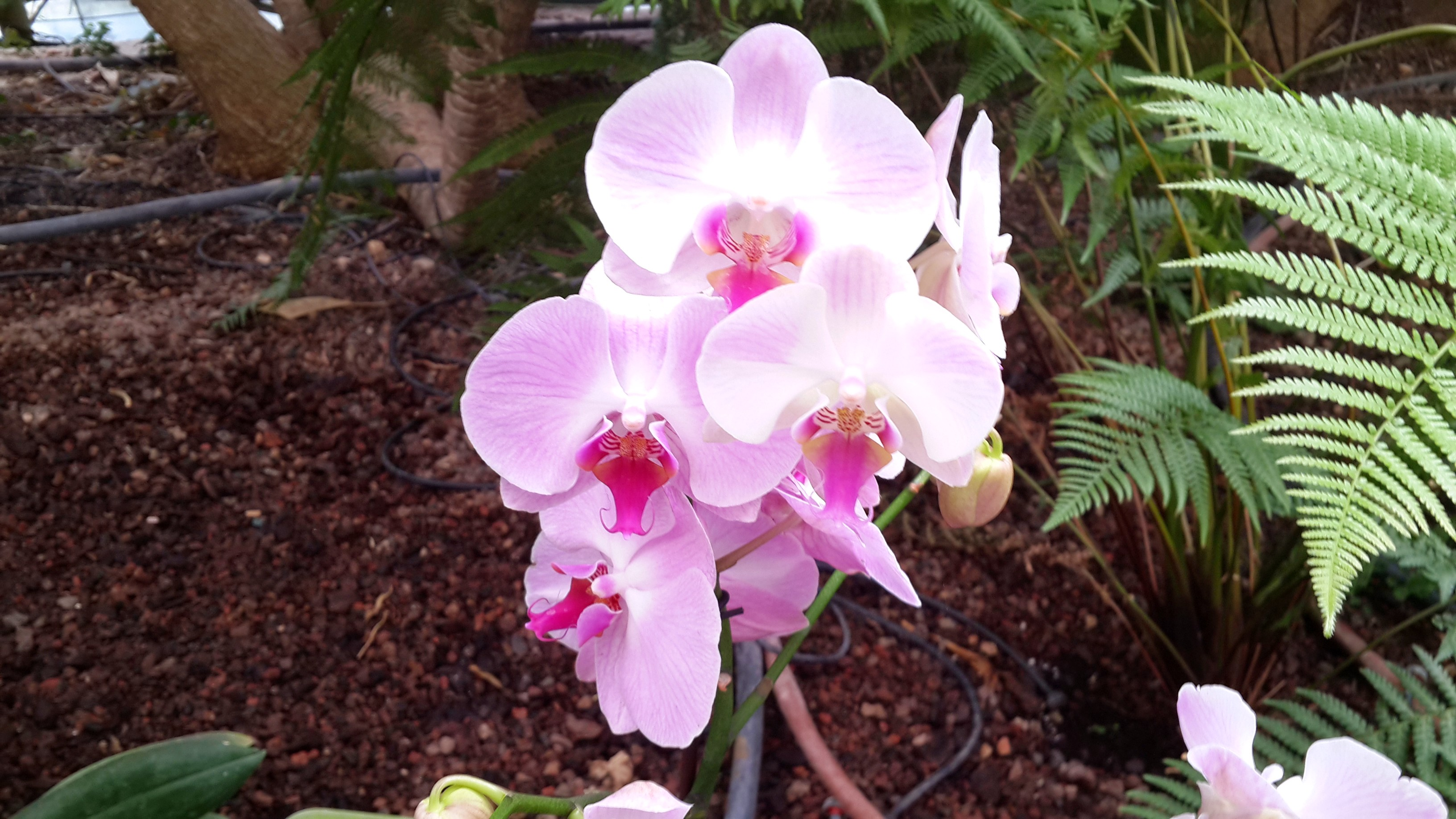
Орхидея
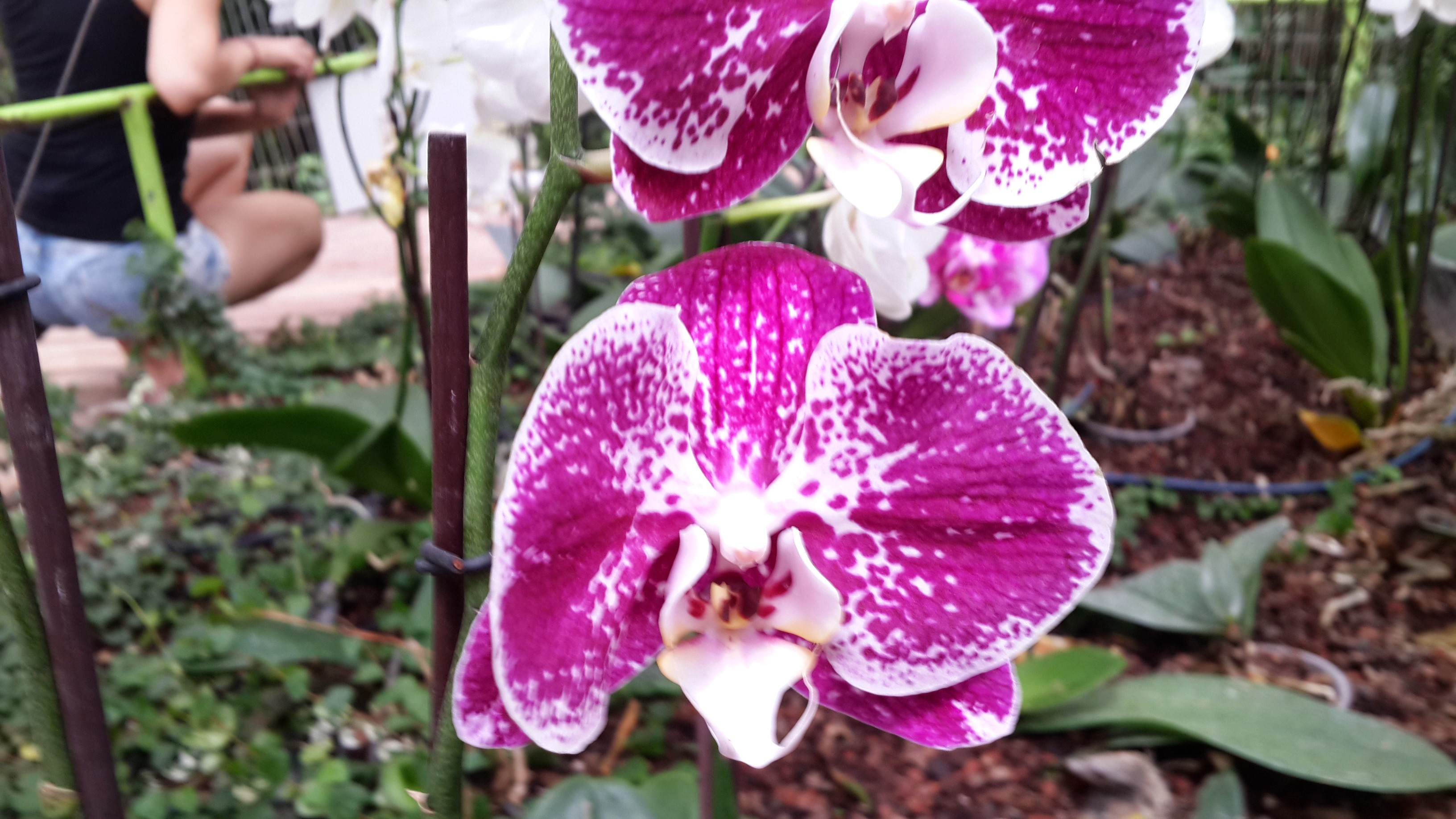
Орхидея
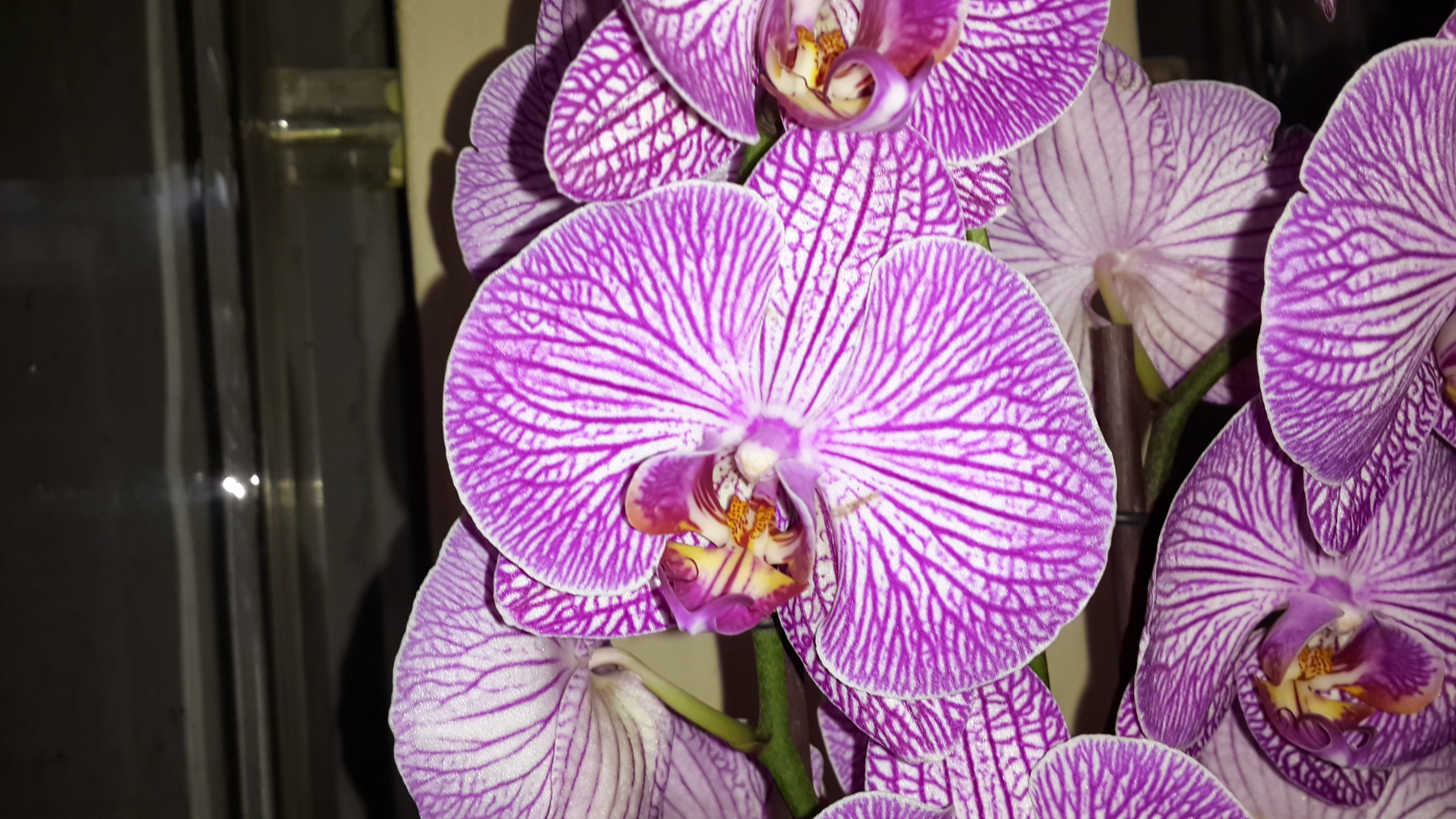
Орхидея
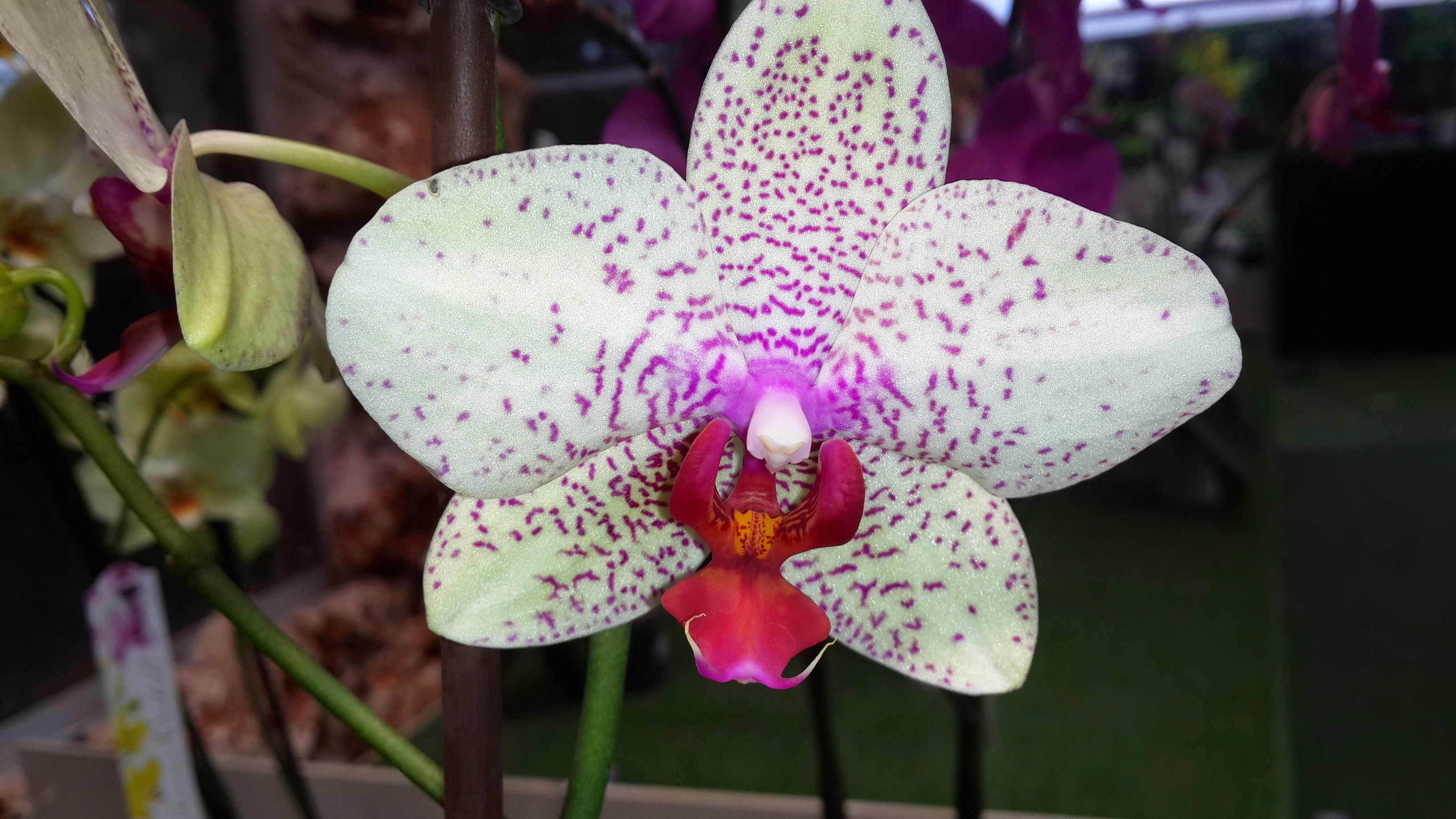
Орхидея
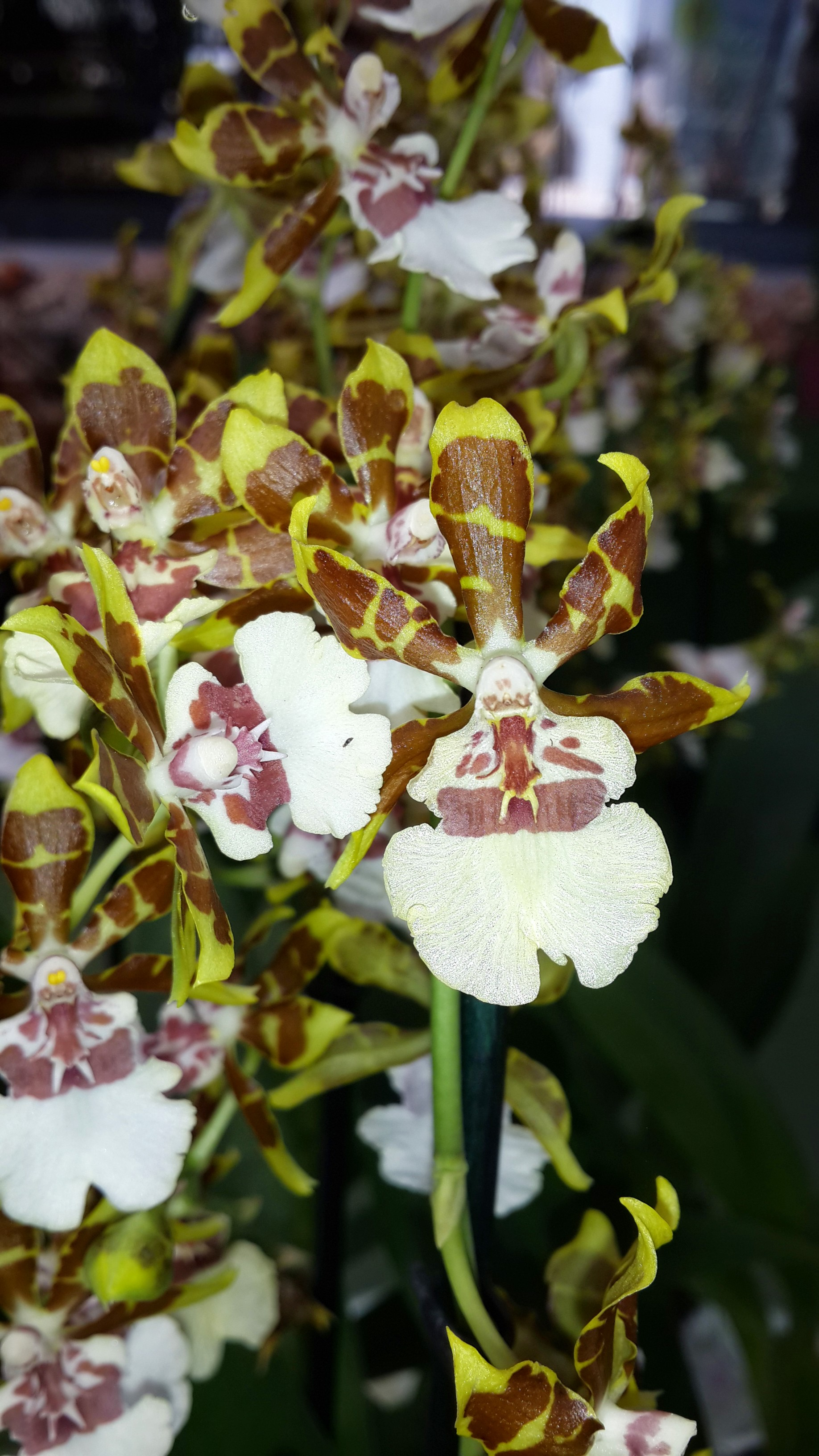
Орхидея
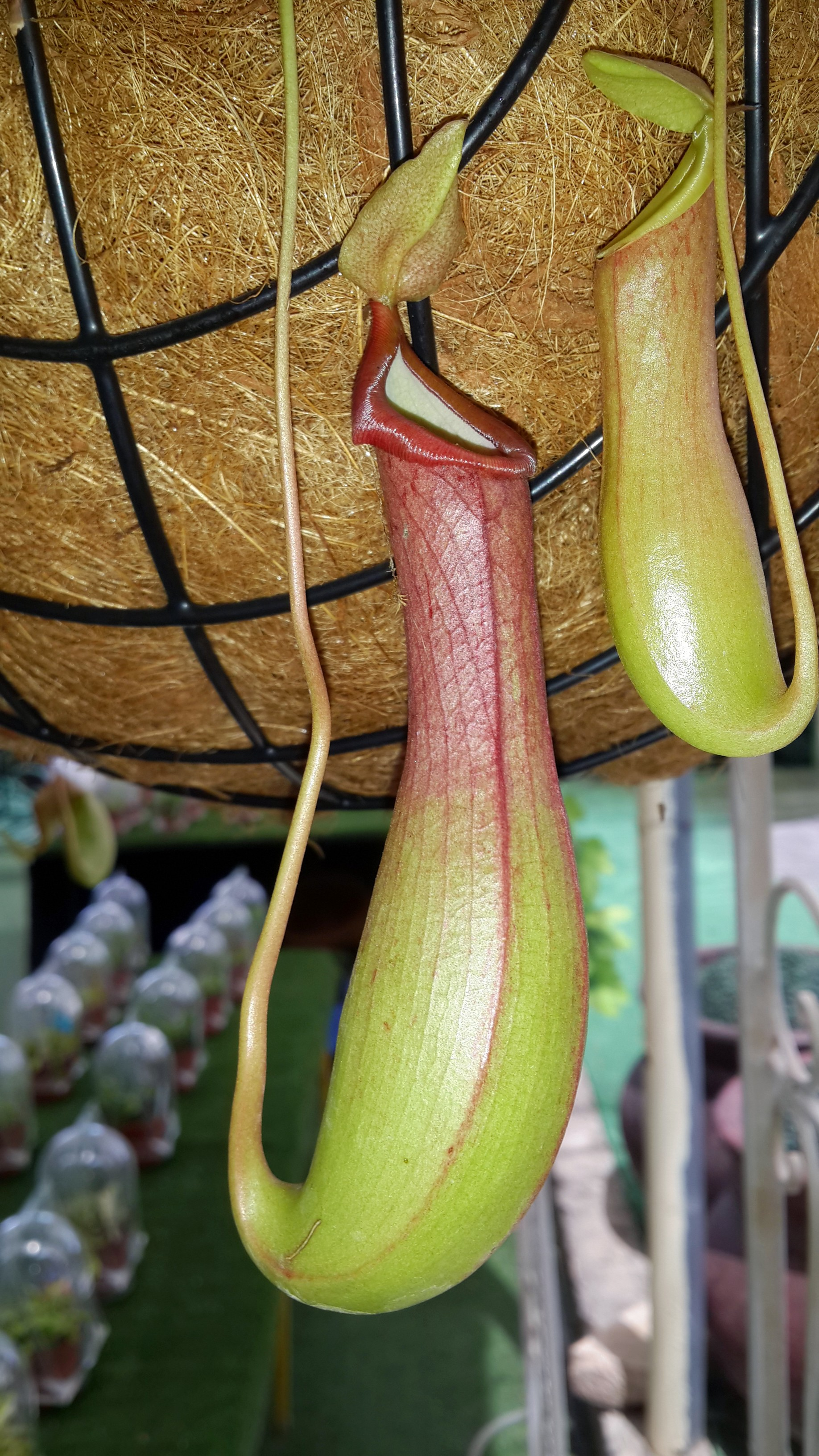
Саррацения
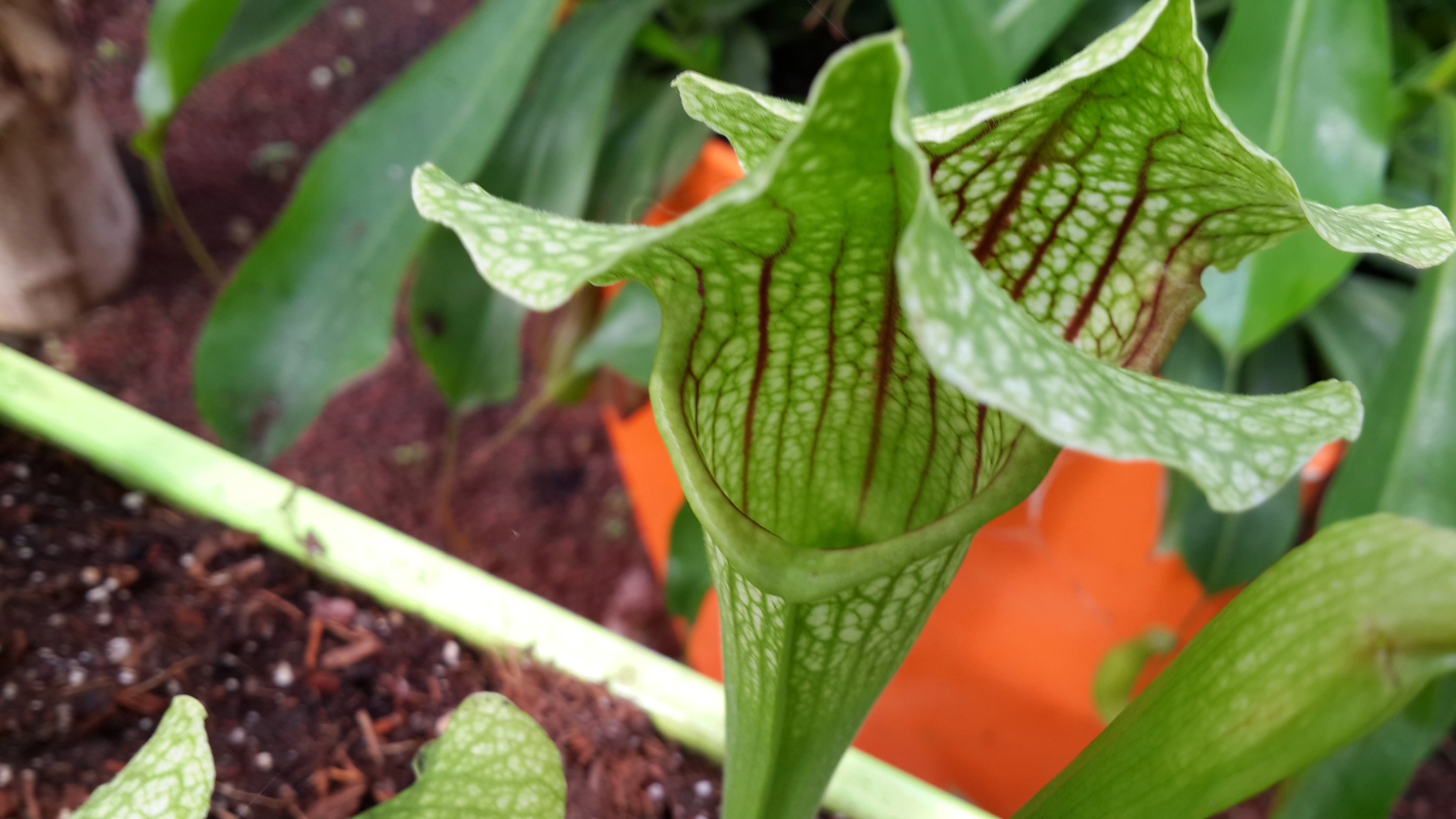
Саррацения
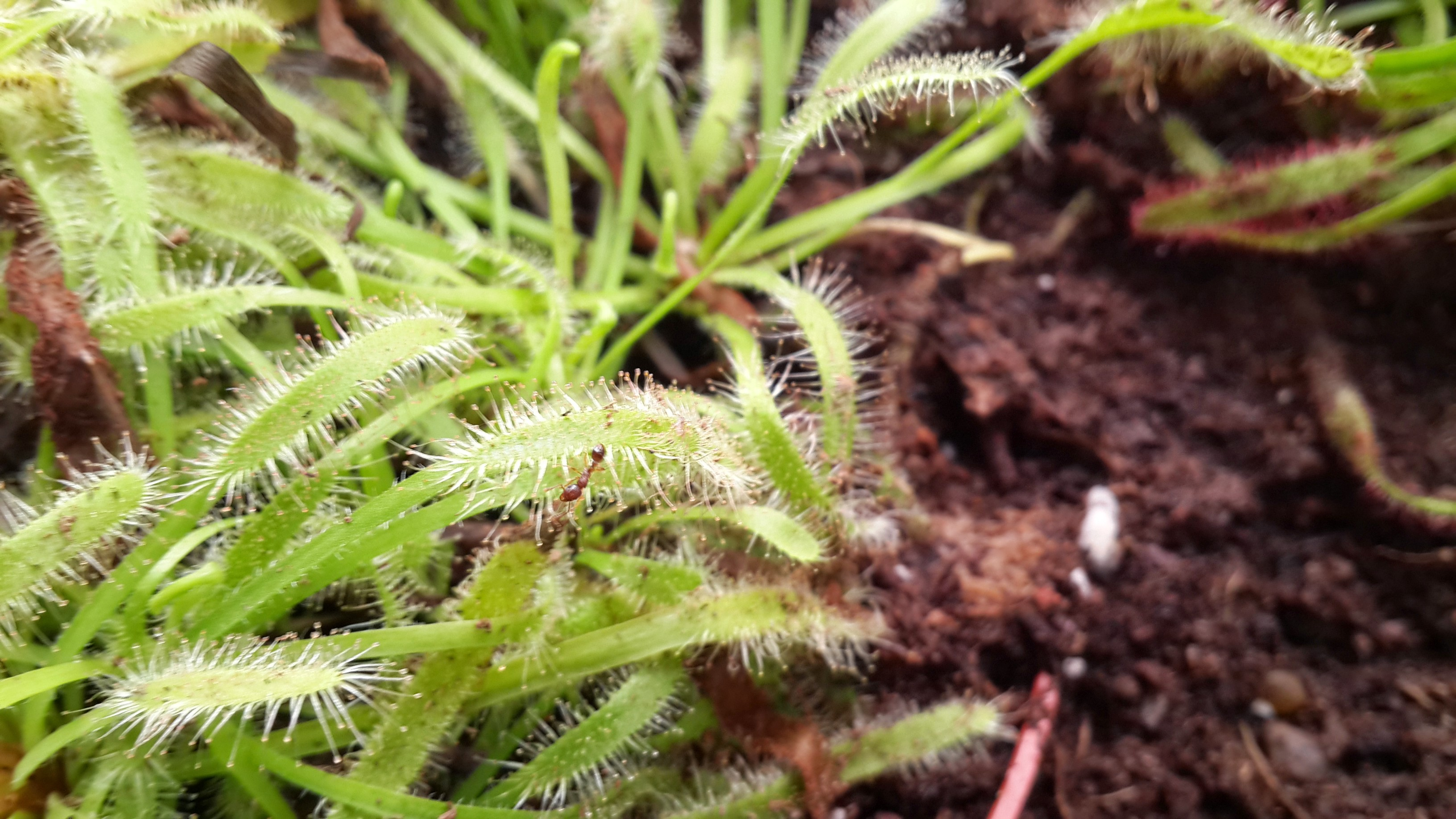
Росянка
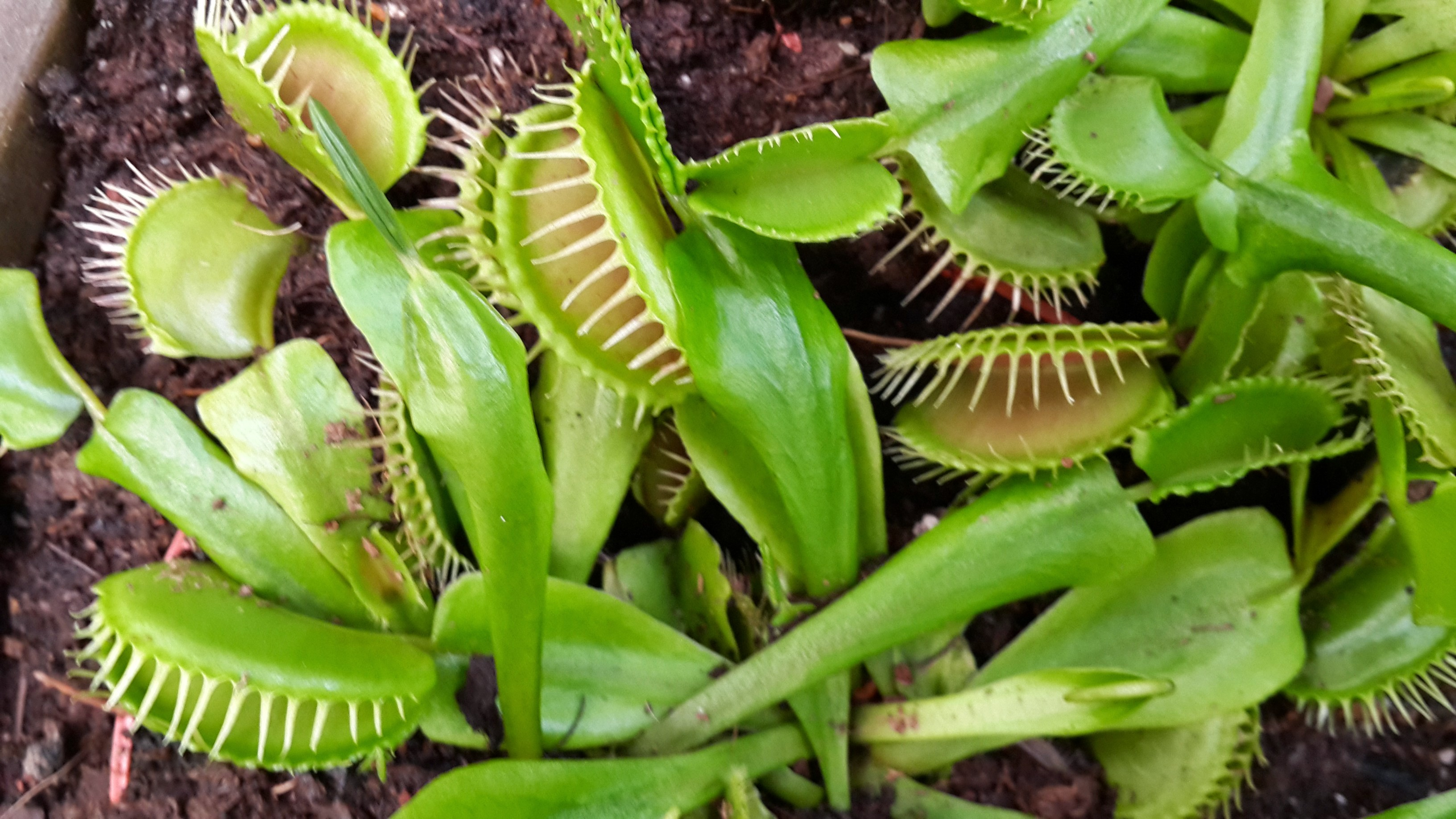
Венерина мухоловка
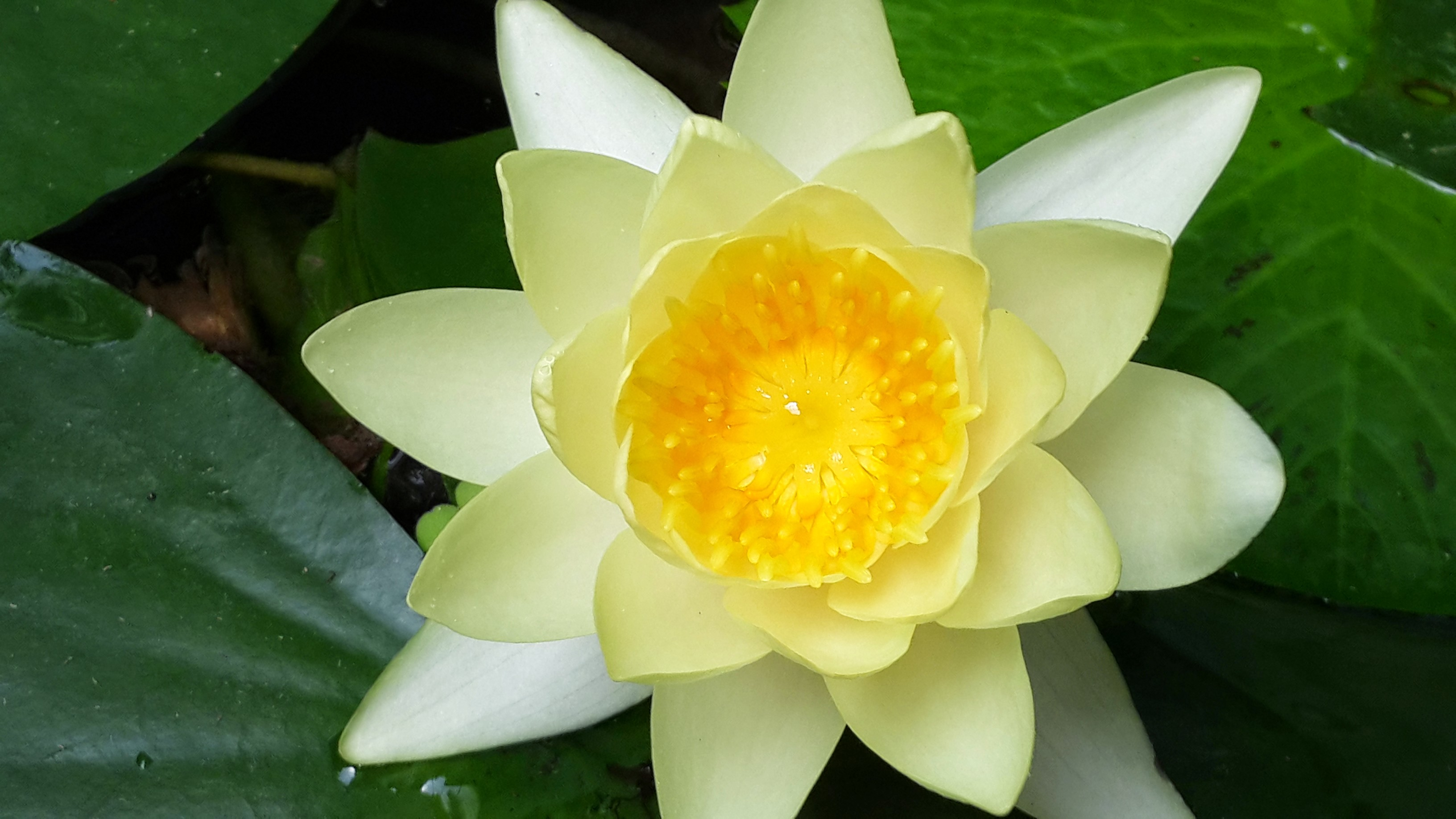
Лотос
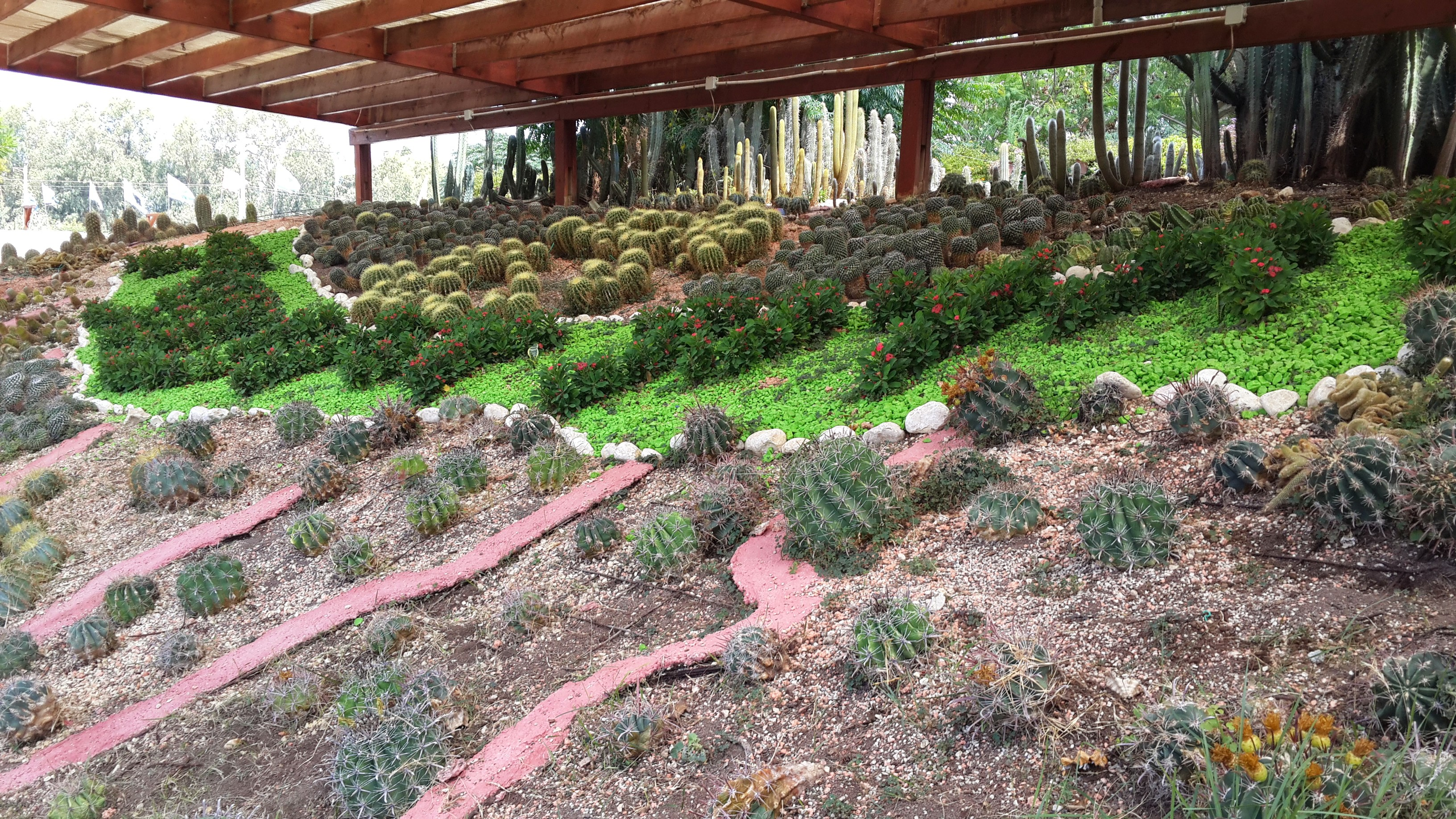
Гора кактусов на входе
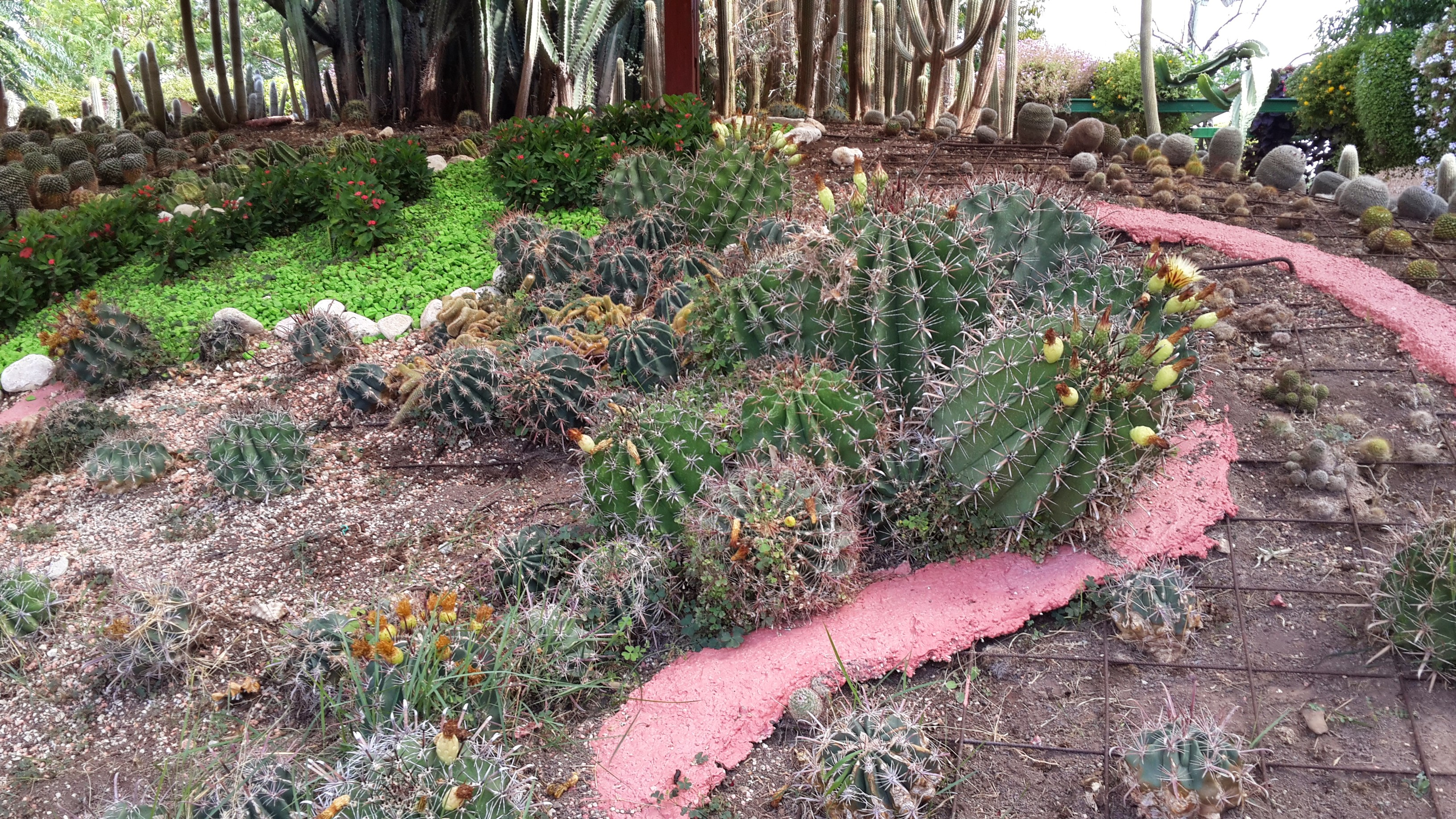
Гора кактусов на входе
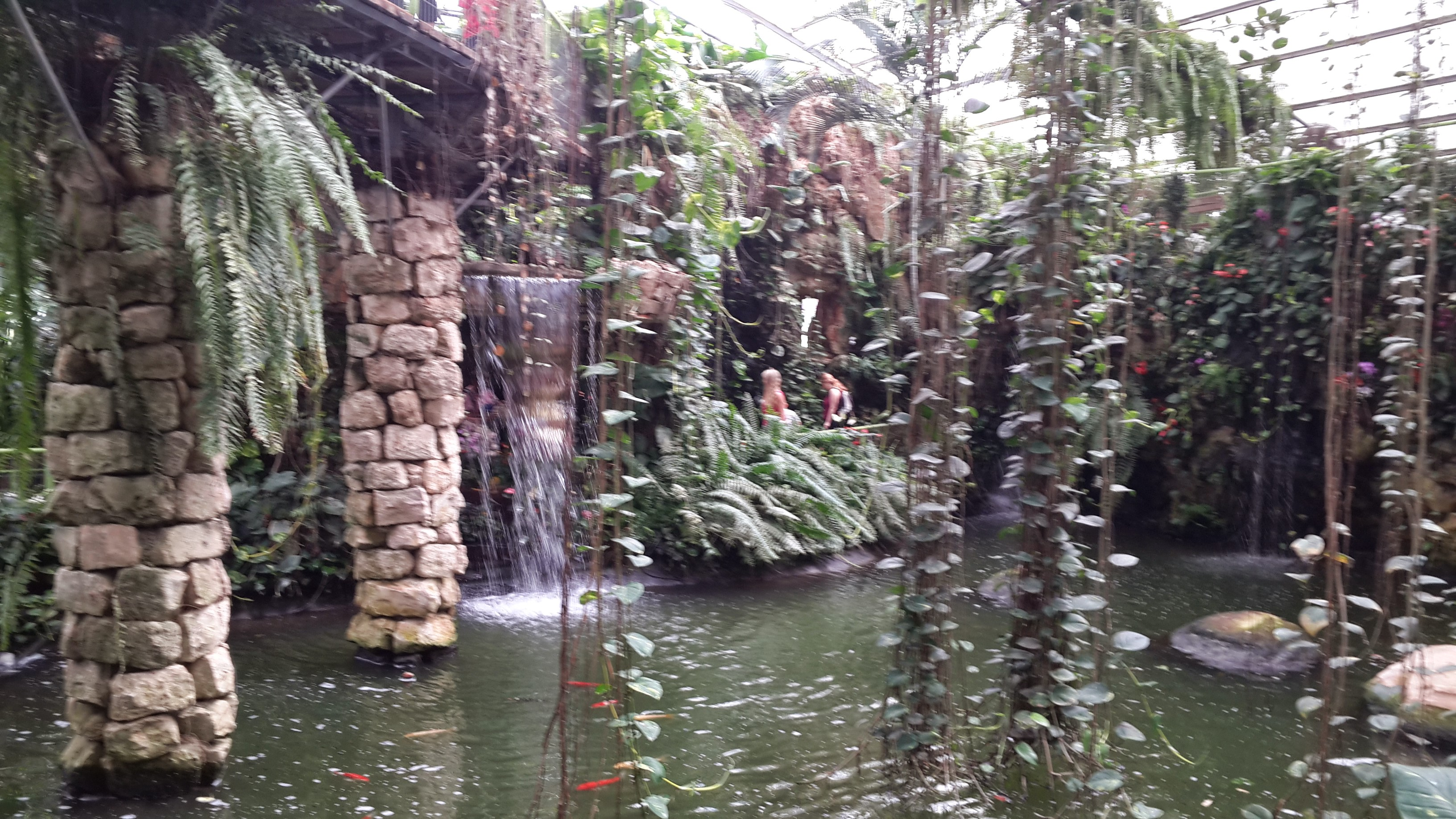
Водопад
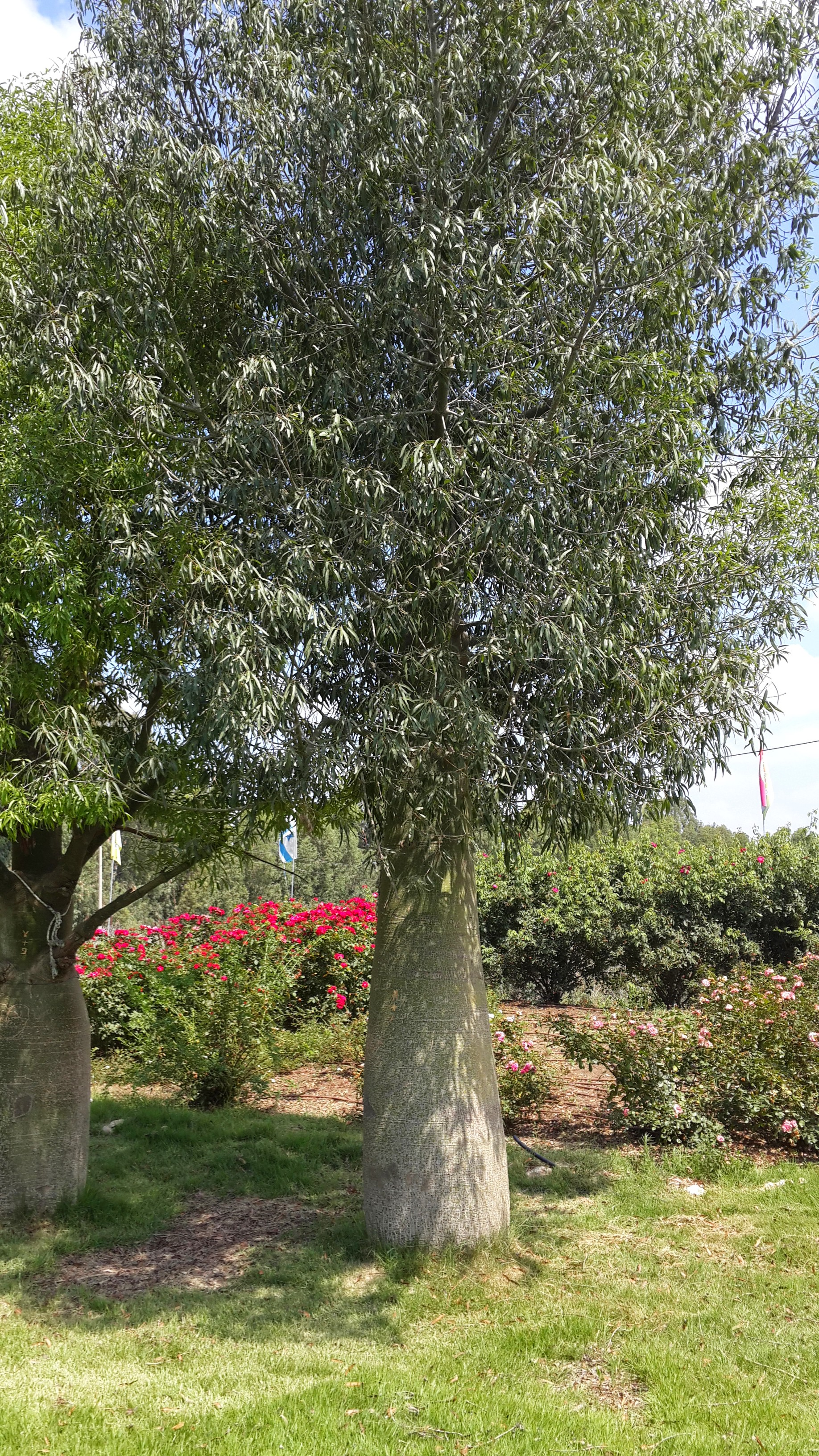
Бутылочное дерево
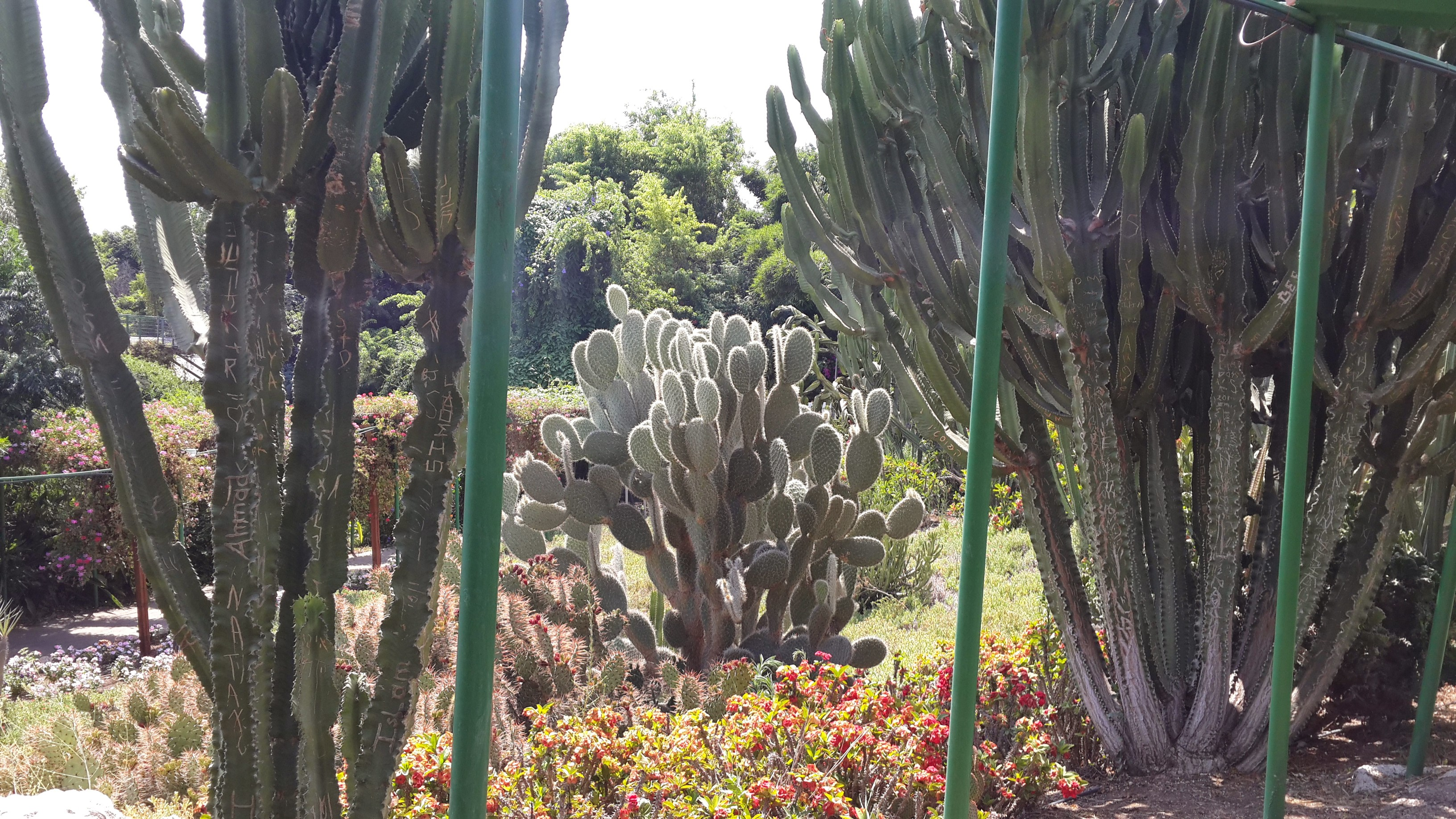
Кактусы
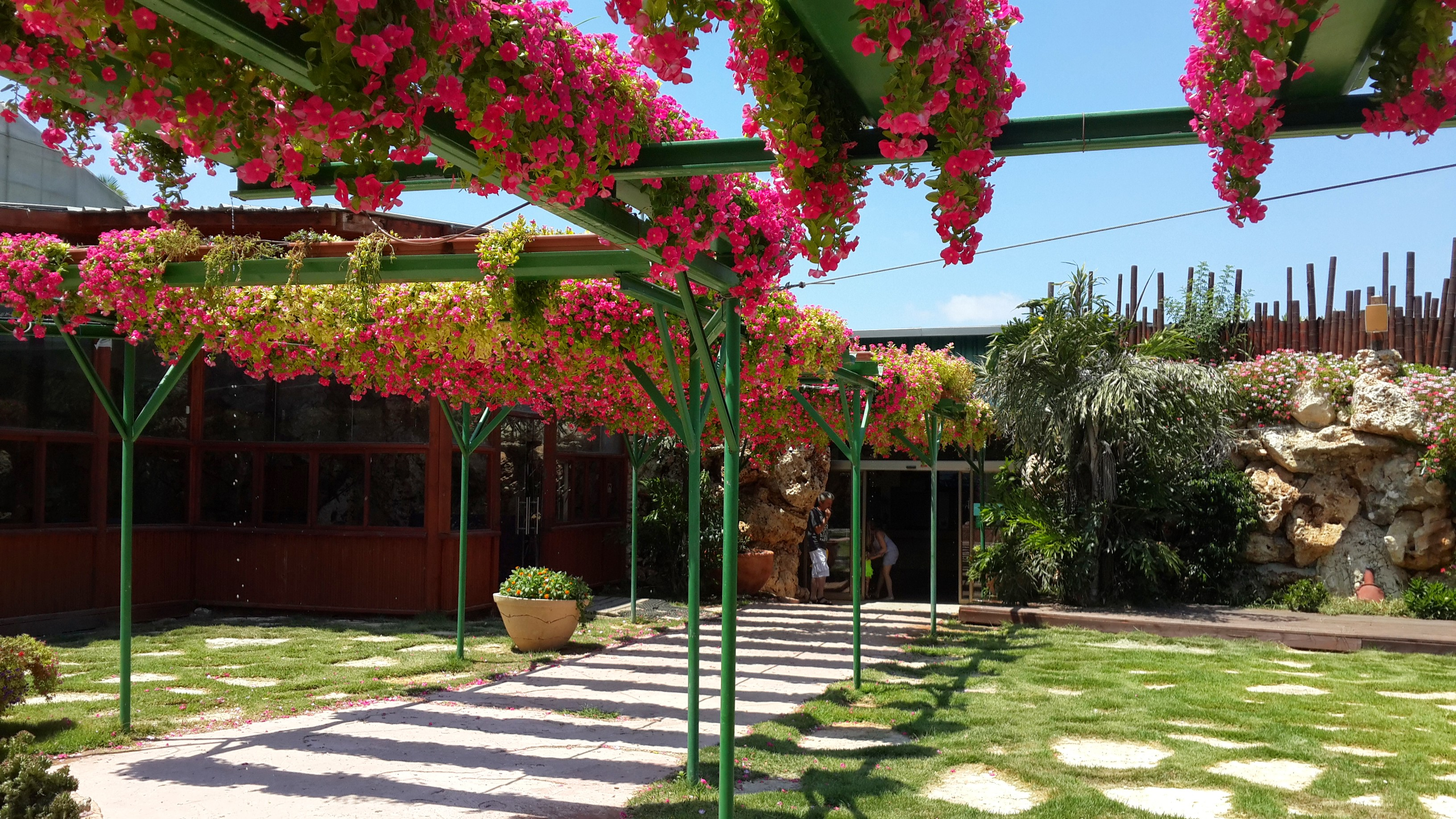
Вход

## Ссылка
- [world.lib.ru/editors/d/denis_p/utopijaparkorhidejwkibucebahan.shtml Интересная информация о парке Утопия] (недоступная ссылка)
- Сайт парка  (рус.)